# Friedrich Daniel Lamprecht
Friedrich Daniel Lamprecht (* 10. Oktober 1687 in Uelzen; † 23. Mai 1772 in Bockenem) war ein deutscher lutherischer Theologe und Generalsuperintendent der Generaldiözese Bockenem.

## Leben
Lamprecht war ein Sohn des Kramers August Johann Lambrecht. Er besuchte die Schule in Uelzen und das Gymnasium in Halberstadt. Anschließend studierte er Theologie an den Universitäten Helmstedt und Jena. Nach einer Reise in die Niederlande und nach England wurde er 1714 dritter Pastor (Diakonus) in Uelzen, 1721 zweiter Pastor (Archidiakonus) in Uelzen. 1733 wurde er als erster Pastor und Generalsuperintendent nach Bockenem berufen und folgte damit seinem Schwager Johann Heinrich Wedderkamp nach. Zugleich wurde er Mitglied des Konsistoriums in Hildesheim. Am 1. November 1733 wurde er in sein Amt eingeführt. Aus gesundheitlichen Gründen wurde ihm ab 1764 ein Pfarrkollaborator zur Seite gestellt.